# 克麥羅沃區

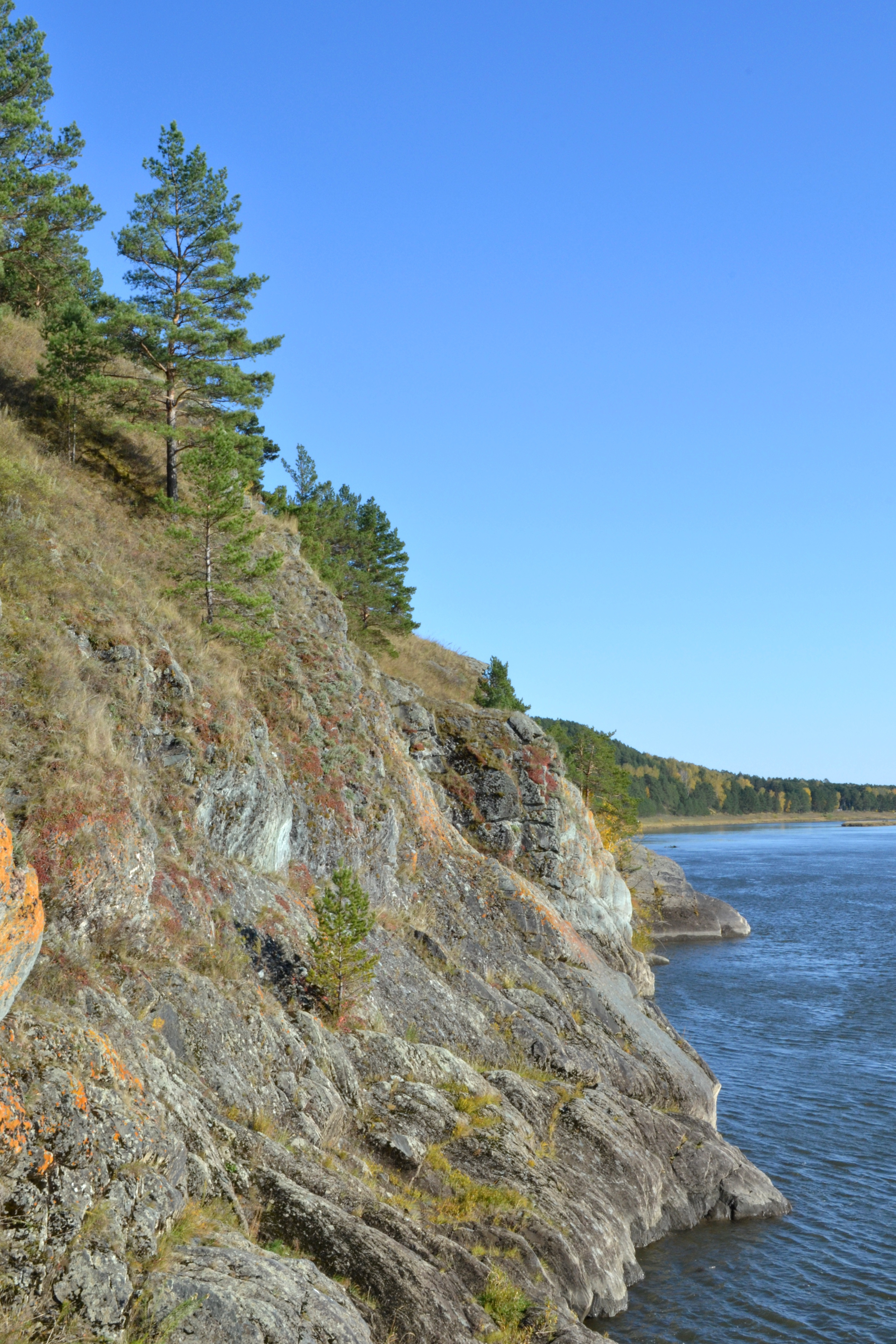

克麥羅沃區（俄语：Кемеровский район），是俄羅斯的一個區，位於該國南部，由科麥羅沃州負責管轄，面積4,391平方公里，2010年人口45,459，人口密度每平方公里10.35人。